# Алгоритм цілочисельного відношення
Алгоритм цілочисельного відношення — це алгоритм знаходження цілочисельного відношення. Цілочисельне відношення між набором дійсних чисел x 1, x 2, …, x n — це набір цілих чисел a 1, a 2, …, a n, з яких не всі дорівнюють 0, такий, що
{\displaystyle a_{1}x_{1}+a_{2}x_{2}+\cdots +a_{n}x_{n}=0.\,}
Зокрема, коли заданий набір дійсних чисел, відомих із заданою точністю, алгоритм цілочисельного відношення або знайде цілочисельне відношення між ними, або визначить, що не існує цілочисельного відношення з коефіцієнтами, величини яких менші за певну верхню межу.

## Історія
Для випадку n = 2 розширений алгоритм Евкліда може знайти будь-яке ціле відношення, яке існує між будь-якими двома дійсними числами x 1 і x 2 . Алгоритм генерує послідовні члени неперервного дробу x 1 / x 2 ; якщо між числами існує ціле відношення, то їх співвідношення є раціональним і алгоритм врешті-решт припиняє роботу.
- Алгоритм Фергюсона-Форкейда був опублікований у 1979 році Геламаном Фергюсоном[en] і Р. В. Форкейдом.[2] Незважаючи на те, що в статті розглядається загальне n, неясно, чи ця стаття повністю вирішує проблему, оскільки в ній відсутні детальні кроки, докази та межа точності, які є вирішальними для надійної реалізації.
- Першим алгоритмом із повними доказами був алгоритм LLL[en], розроблений Ар'єном Ленстрою[en], Хендріком Ленстрою[en] та Ласло Ловасом у 1982 році.[3]
- Алгоритм HJLS, розроблений Йоханом Хостадом[en], Беттіною Юст, Джеффрі Лагаріасом[en] і Клаусом-Пітером Шнорром[en] у 1986 році.[4][5]
- Алгоритм PSOS, розроблений Фергюсоном у 1988 році.[6]
- Алгоритм PSLQ, розроблений Фергюсоном і Бейлі[en] в 1992 році та суттєво спрощений Фергюсоном, Бейлі та Арно в 1999 році.[7][8] У 2000 році алгоритм PSLQ був обраний Джеком Донгаррою та Френсісом Салліваном як один із «Десятки найкращих алгоритмів століття»[9], хоча він вважається по суті еквівалентним HJLS.[10][11]
- Алгоритм LLL був вдосконалений багатьма авторами. Сучасні реалізації LLL можуть вирішувати проблеми цілочисельного відношення з n вище 500.

## Застосування
Алгоритми цілочисельних відношень мають численні застосування. Перше застосування полягає в тому, щоб визначити, чи ймовірно дане дійсне число x є алгебраїчним, шляхом пошуку цілочисельного відношення між набором степенів x {1, x, x 2, …, x n }. Друге застосування полягає в пошуку цілочисельного відношення між дійсним числом x і набором математичних констант, таких як e, π і ln(2), що призведе до виразу для x як лінійної комбінації цих констант.
Типовим підходом в експериментальній математиці є використання чисельних методів і арифметики довільної точності для знаходження наближеного значення нескінченного ряду, нескінченного добутку або інтеграла з високою точністю (зазвичай щонайменше 100 значущих цифр), а потім використання цілого числа алгоритм відношення для пошуку цілочисельного відношення між цим значенням і набором математичних констант. Якщо знайдено цілочисельне відношення, це передбачає можливий вираз замкненого вигляду для вихідного ряду, добутку чи інтеграла. Потім цю гіпотезу можна підтвердити формальними алгебраїчними методами. Чим вища точність, з якою відомі вхідні дані для алгоритму, тим більший рівень впевненості в тому, що будь-яке знайдене ціле число не є просто числовим артефактом.
Помітним успіхом цього підходу було використання алгоритму PSLQ для знаходження цілочисельного відношення, яке призвело до формули Бейлі–Борвейна–Плуффа для значення π . PSLQ також допоміг знайти нові ідентичності, що включають множинні дзета-функцій та їхню появу в квантовій теорії поля; а також у визначенні точок біфуркації логістичної карти. Наприклад, якщо B4 — четверта точка біфуркації логістичної карти, константа α = − B4(B4 − 2) є коренем многочлена 120-го степеня, найбільший коефіцієнт якого дорівнює 25730 . Алгоритми цілочисельних відношень поєднуються з таблицями високоточних математичних констант і евристичними методами пошуку в таких програмах, як Inverse Symbolic Calculator або Інвертор Плуффа .
Знаходження цілочисельного відношення можна використовувати для розкладання поліномів високого степеня.